# Dauradet cantaire occidental
El dauradet cantaire occidental (Pseudocolopteryx citreola) és un ocell de la família dels tirànids (Tyrannidae).

## Hàbitat i distribució
Habita zones amb matolls a prop de l'aigua i pantans del centre de Xile i nord i centre de l'Argentina.